# اتاق شرق
اتاق شرق (انگلیسی: East Room) اتاق شرق در کاخ سفید حوادث عجیب و غریبی را پشت سر گذاشته که خانهٔ رئیس جمهور ایالات متحده است، این اتاق بزرگترین اتاق عمارت است که از آن برای رقص، پذیرایی، کنفرانس‌های مطبوعاتی، مراسم، کنسرت‌ها و ضیافت‌ها استفاده می‌شود، اتاق شرق یکی از آخرین اتاق‌هایی است که کار دکوراسیون آن به پایان رسیده و تزئین شده، این نوگرایی و تازه کردن دکوراسیون قابل توجه بعد از دو قرن گذشته صورت گرفته، از ۱۹۶۴، کمیته حفاظت از کاخ سفید، به دستور اجرایی و توصیه رئیس جمهور و بانوی اول ایالات متحده، درخواست حفاظت از دکور و به دنبال آن اتاق شرق و دیگر اتاق‌های عمومی در کاخ سفید صادر شد

## نگارخانه

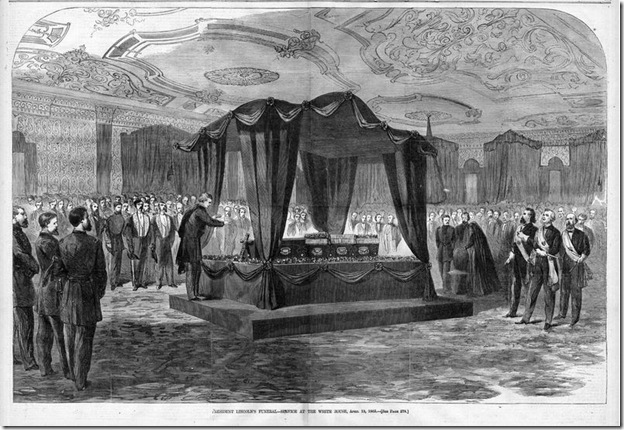
مراسم خاکسپاری و وداع با رئیس جمهور لینکلن در اتاق شرق (مجله هارپرس) ۱۸۶۵
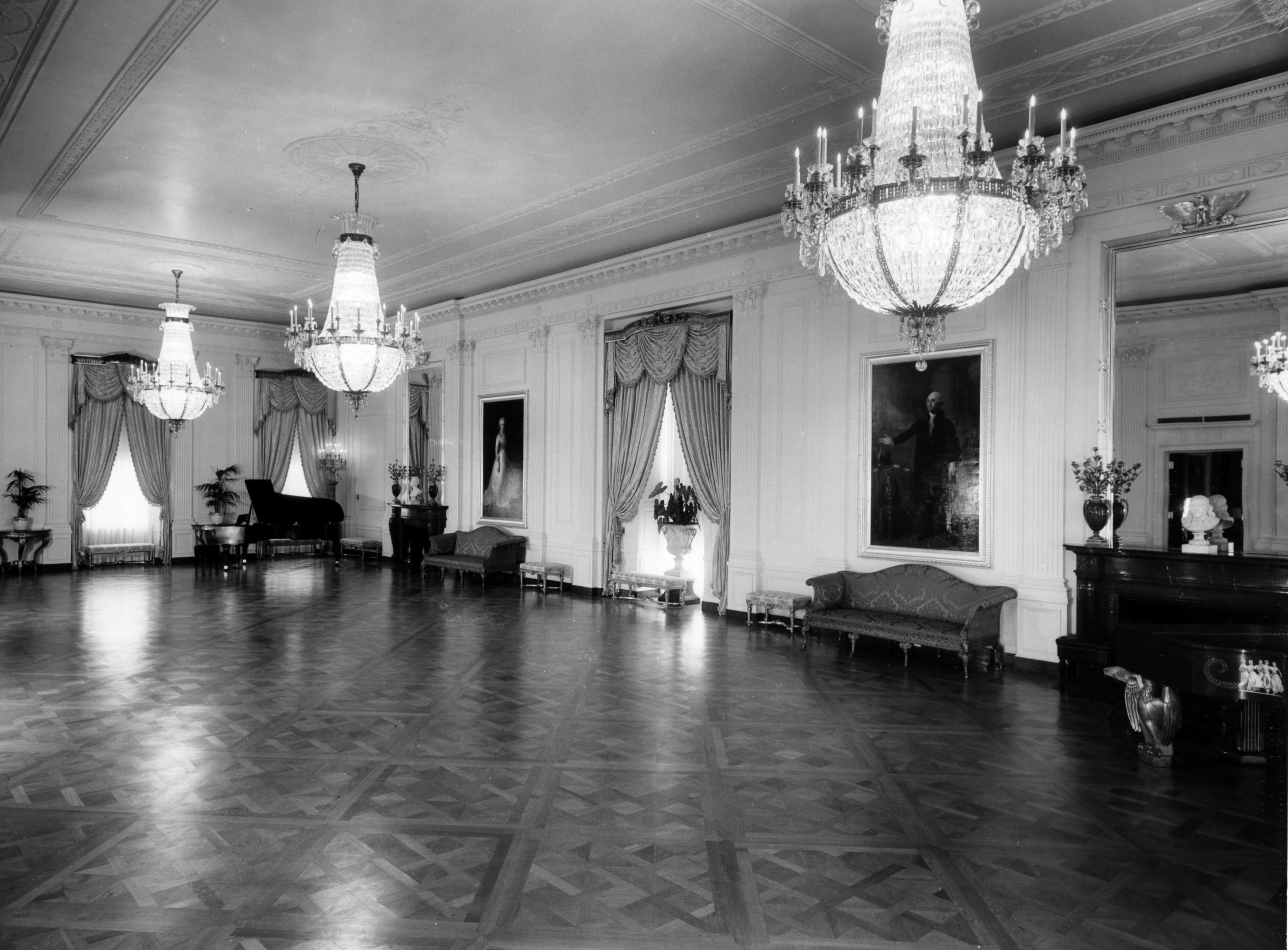
اتاق شرق پس از پایان ترمیمات در سال‌های ۱۹۴۹ تا ۱۹۵۲
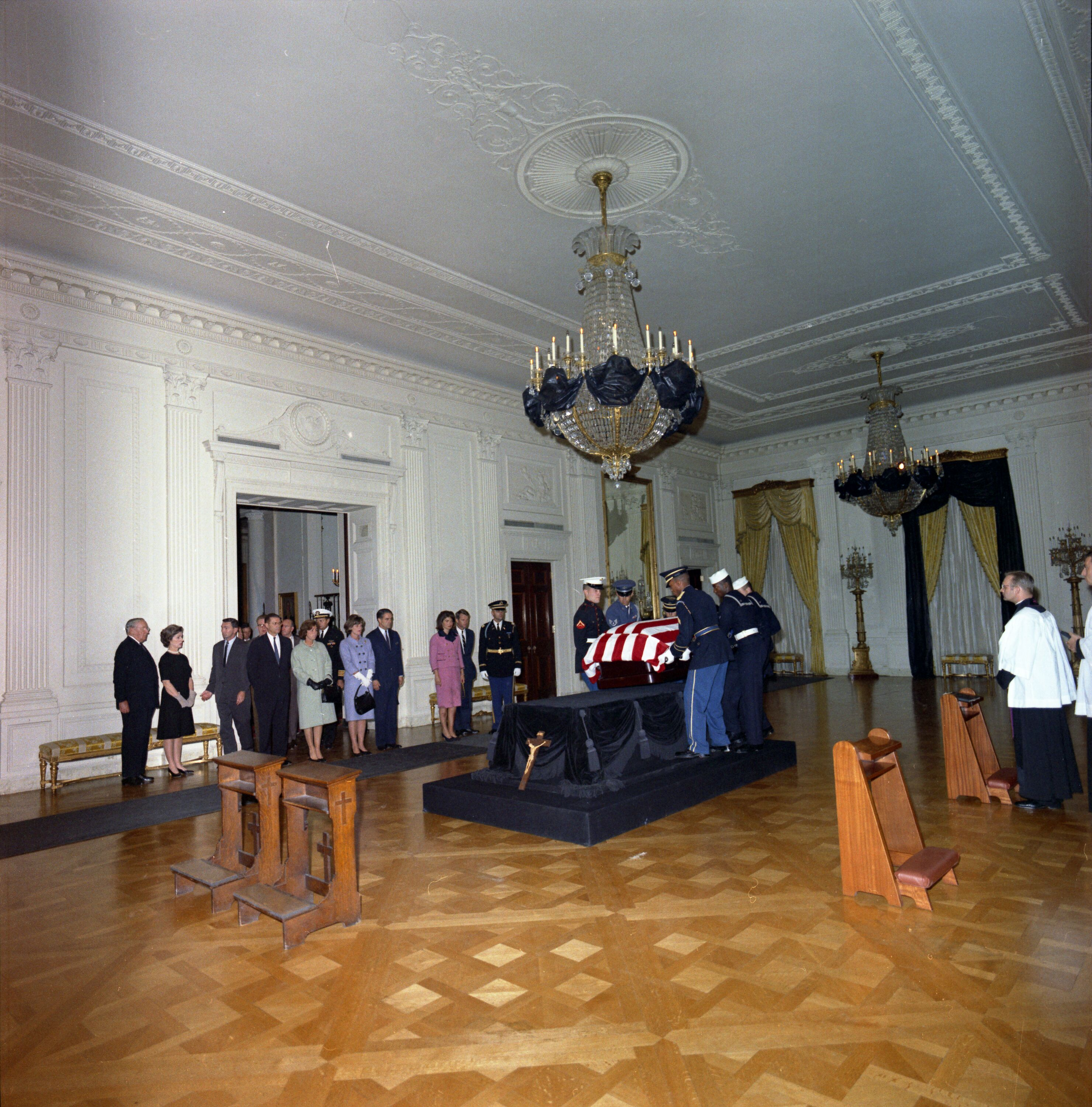
گارد نیروهای مسلح در حال آوردن افتخاری و نمادین بدن جان اف کندی در اتاق شرق، ساعت ۴:۴۰ صبح در ۲۳ نوامبر ۱۹۶۳
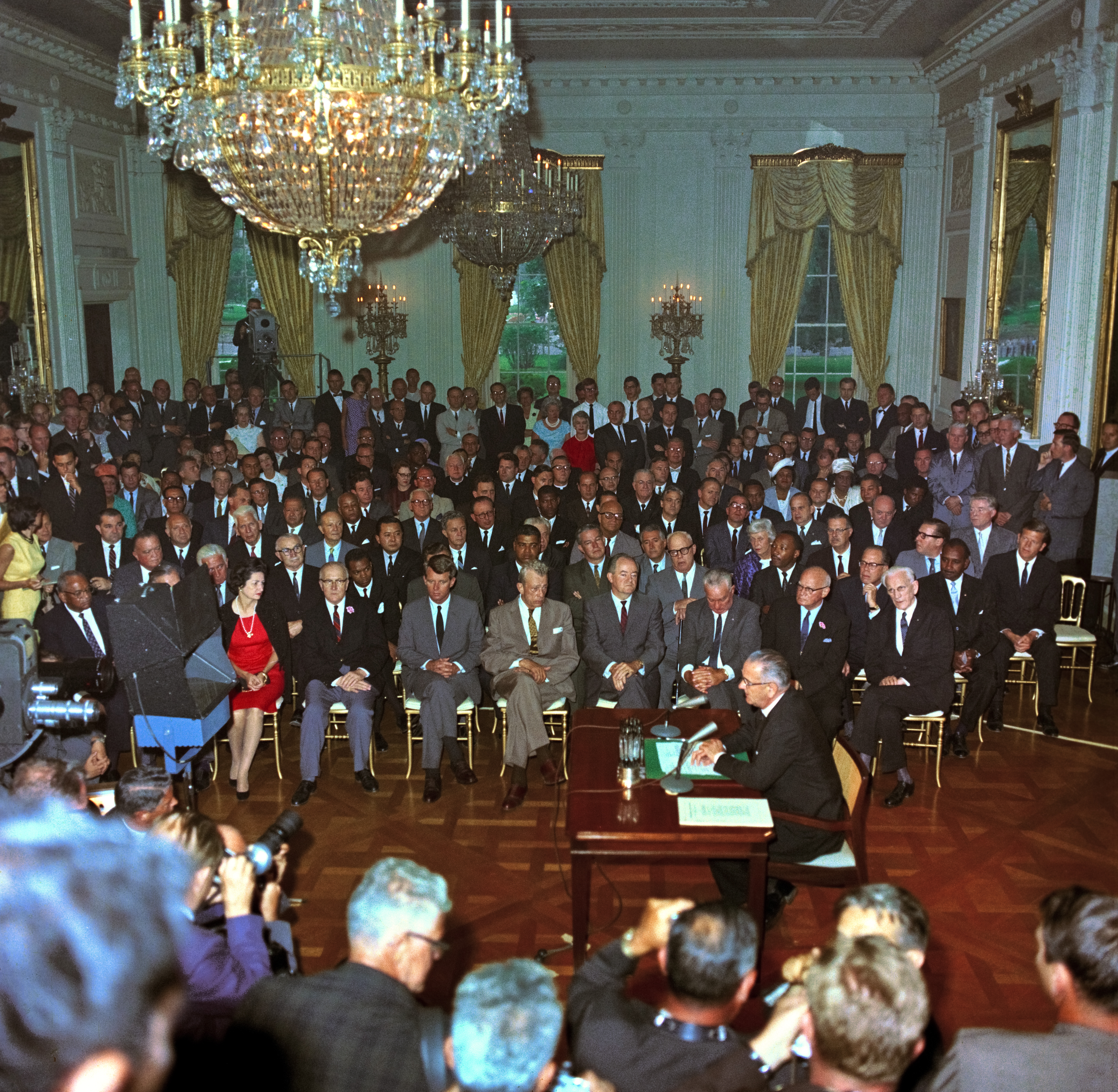
لیندون جانسن، رئیس جمهور خطاب به ملت از اتاق شرق قبل از امضای قانون ۱۹۶۴ حقوق مدنی
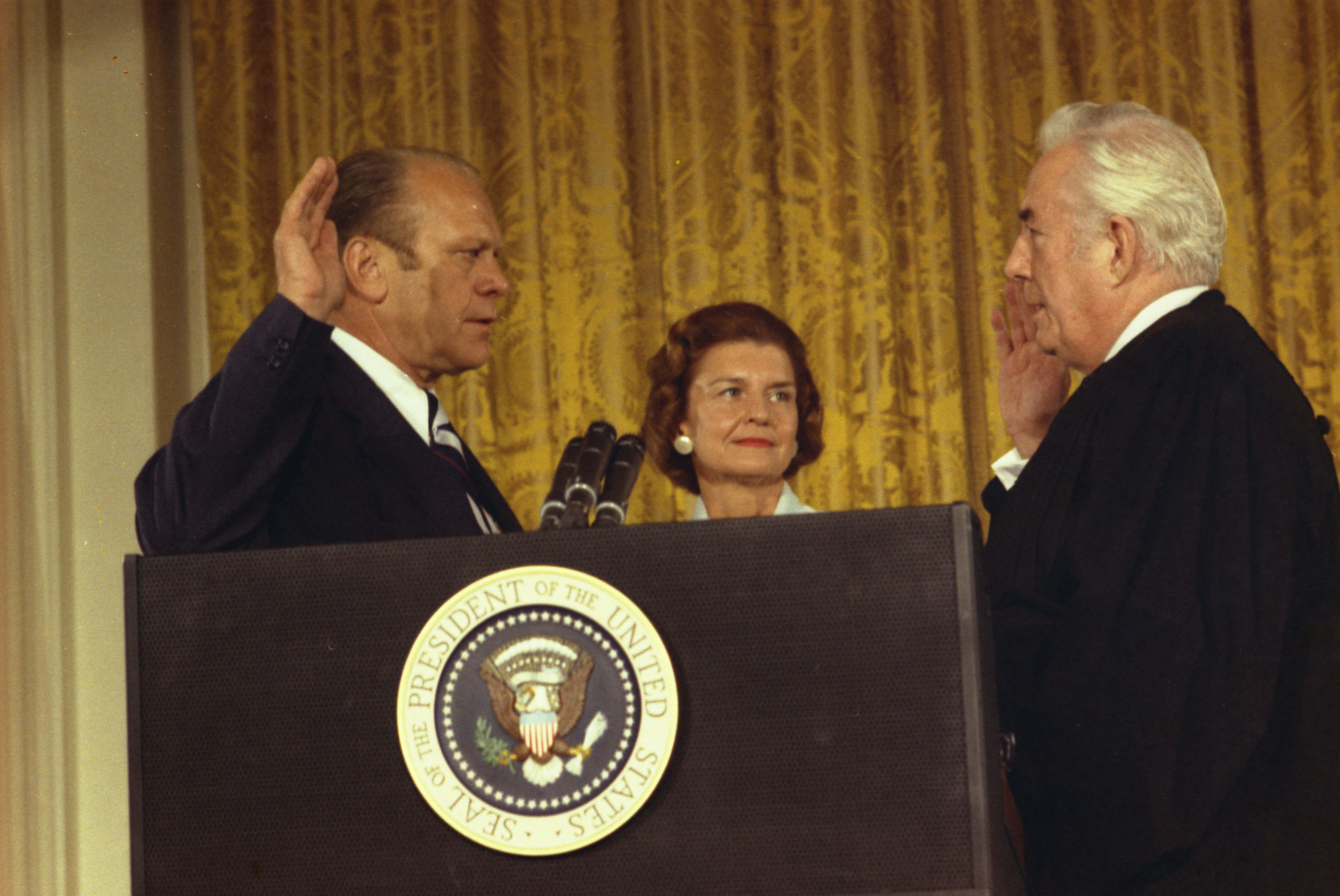
جرالد فورد، به عنوان رئیس جمهور ایالات متحده در اتاق شرق سوگند یاد می‌کند به تاریخ ۸ اوت ۱۹۷۴
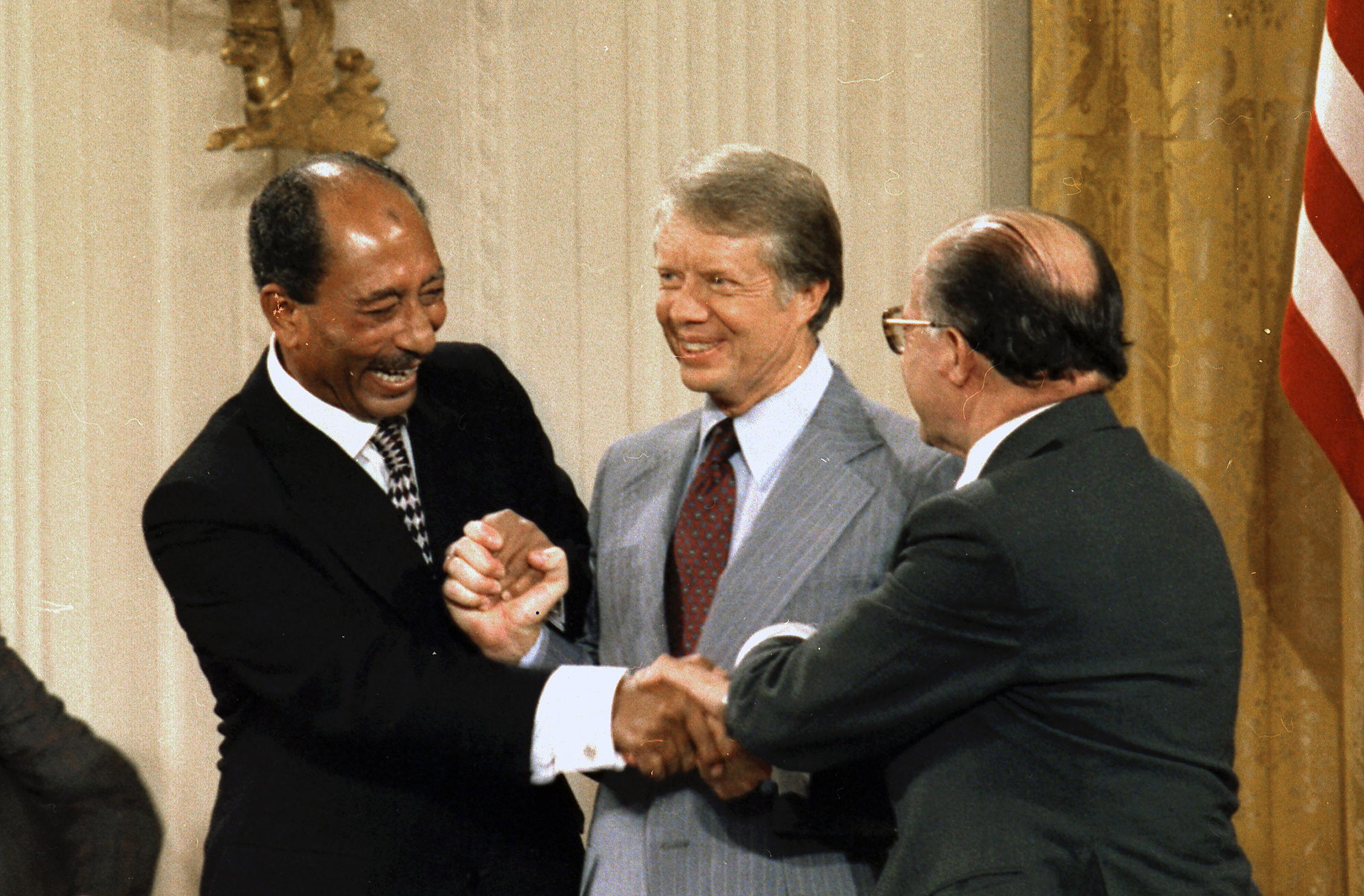
سادات، کارتر و مناخیم بگین پس از امضای قرارداد صلح کمپ دیوید، در حال مصافحهٔ هم‌زمان به سال ۱۹۷۸ در اتاق شرق
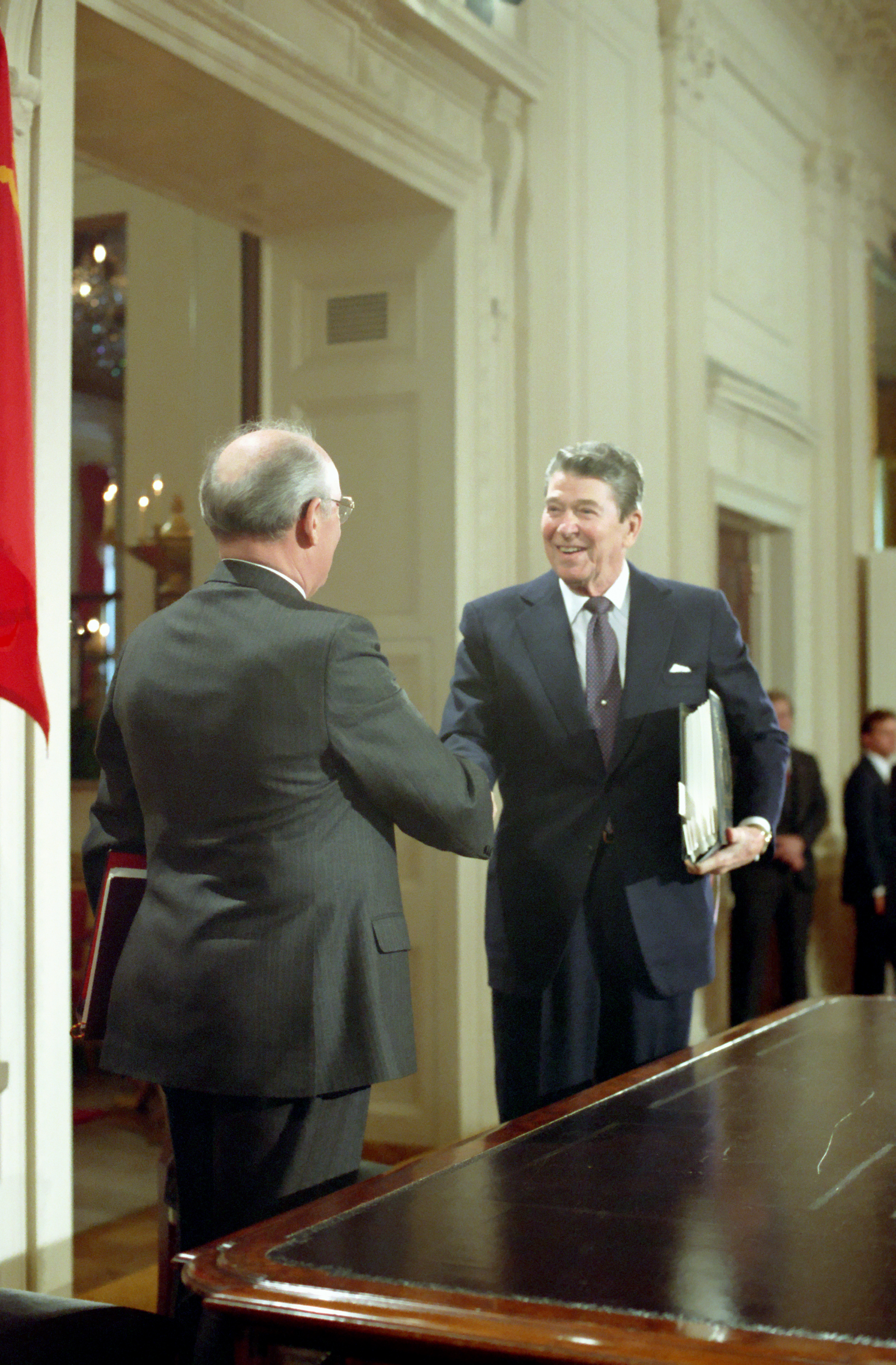
ریگان و گورباچف در اتاق شرق، پس از امضای پیمان تاریخی (INF)